# Нефростома
Нефростома или перкутана нефростома једна је од хируршких метода у урологији којом се формира вештачки отвор на кожи трбуха који се повезује са бубрегом. Овај отвор омогућава преусмеравање мокраће директно из горњег дела мокраћног система ( бубрежне карлице)  у спољашњу средину, уклањање или растварање бубрежних каменаца, директан приступ горњим уринарним путевима за разне ендоуролошке процедуре или дијагностиковање опструкције мокраћовода,  антеградном радиографијом, унос хемотерапеутских агенаса у бубрежни сабирни систем и обезбедђивање профилаксае после хируршке ресекције локалним хемотерапеутицима код пацијената са туморима бубрежне карлице.
Ова метода спада у интервентно радиолошко / хируршкеупроцедуре током које се бубрежна карлица пробија фином иглом уз помоћ радиолошке антеградне пијелографије (инјекција контраста), да би се потом поставитла цев за нефростомију и тиме омогућила дренажа мокраће.

## Опште информације
Мокраћа се ствара у бубрезима. Људи имају два бубрега, од којих сваки преноси мокраћу до бешике помоћу цеви која се зове мокраћовод. Ова цев се може блокирати из више разлога (нпр  камен у бубрегу или рак). Блокирани мокраћовод може спречити бубрег у правилном раду и временом оштетити бубрег. Такође, ако се блокирана мокраћа због застоја инфицира, то може изазвати уросепсу и друге озбиљне болести.
Цев за нефростомију је танка пластична цев која  из правца леђа пролази кроз кожу, а затим кроз бубрег, до тачке где се скупља мокраћа. Њен задатак је да привремено одводи мокраћу која је блокирана и тиме омогући бубрегу да правилно функционише и штити га од даљег оштећења. Такође помаже у уклањању сваке инфекције. Ове цеви треба пратити и мењати у редовним интервалима да би исправно радиле.
За извођење ове процедуре користе се ултразвучни и/или рендгенски снимци (или слике) и контрастно средство које се убризгава у део бубрега који сакупља мокраћу. То омогућава да се цев која ће дренирати бубрег визуелизује и у најбољем положају убаци у сабирни систем бубрега.

## Индикације
Нефростомија се изводи када дође до зачепљења мокраћних путева које механички спречава кретање мокраће из бубрега, кроз мокраћовод у мокраћну бешику . Без ове методе одвод мокраће из бубрега био би прекинут. Због накупљања мокраће притисак у мокраћном систему и бубрези би се енеормно повећавао што би на крају довело до неповратних оштећења.
Најчешћи узрок блокаде која захтева нефростомију је рак, посебно рак јајника и дебелог црева. Нефростоме такође могу бити примењене и код лечење пионефрозе, хидронефрозе и камена у бубрегу.
Перкутана нефростомија се користи и у дијагностичке сврхе за разликовање рекурентне опструкције или трајне дилатације након операције којом се исправља узрок опструкције.
Ова процедура се такође користи за антероградну пијелографију и визуелизацију система горњег уринарног тракта.
Перкутана нефростомија се такође користи у терапијске сврхе за лечење: хидронефрозе изазване каменом у бубрегу, трудноћом, стриктуром уринарног тракта, туморима уринарног тракта/цервикалног/простате.   
Осим тога, инфекције као што су уросепса и пионефроза се такође могу дренирати уметањем нефростомске цеви.  
Перкутана нефростомија је такође корисна у преусмеравању урина са оболелог места како би се побољшало зарастање постоперативних рана. Примери стања која се могу лечити овом методом су малигна/трауматска/инфламаторна фистула и хеморагични циститис.
Перкутана нефростомија се такође користи за обезбеђивање приступа хемотерапији/антибиотицима/антифунгалној терапији/анелгетицима, антеградном постављању уретралног стента, вађењу камена и ендопијелотомији (ендоскопска хирургија за повећање споја бубрежне карлице и уретера).

## Контраиндикације
У контраиндикације спадају:
- Дијатезна крварења (нпр  хемофилија , тромбоцитопенија).
- Неконтролисана хипертензија.
- Употреба антикоагуланса  нпр аспирина (релативна контраиндикација) хепарина, варфарина.

## Процедура
Осим гладовања (без хране и воде) пре захвата, не постоји посебна припрема пацијента за нефростомију.
У интервентној радиологији, пацијент или лежи на боку или у лежећем положају. Подручје се бира испод 12. ребра, бочно ограничено задњом аксиларном линијом и мишићима кичме, а одоздо карличном кости. Затим се ултразвуком лоцира тачна област. Локална анестетичка инфилтрација се користи за утрнулост подручја. Затим се пласира игла којом се ради пункција на бубрегу.
Затим се аспирира урин из бубрега и провери његов садржај. Ако је мокраћа бистра, убризгава се контраст како би се оцртала бубрежна карлица и бубрежна чашица . Ако је мокраћа замућена, то значи да је инфицирана. након Убризгавања боје се избегава у случају замућене мокраће како би се спречило ширење инфекције на друге делове уринарног система.  
У следећем акту убацује се жица водилица и пласира унутар горње бубрежне чашице или унутар мокраћовода под флуороскопским навођењем. Затим се убодени део шири помоћу дилататора.  
Различите врсте катетера (катетер који има посебан механизам за спречавање зачепљења у случају густог гноја код пионефрозе и који се не може лако померити у поређењу са другим катетером) се потом убацује кроз жицу водилицу и причвршћује на место шивања за кожу. 
Други крај катетера се причвршћује за врећу за мокраћу у коју се  сакупља мокраћа из бубрега.

## Ризици
Ризици током извођења нефростоме укључују:
- тешко крварење: 1–3% (до 3 пацијента на сваких 100 који имају ову процедуру);
- померање цеви: 1% (до 1 на сваких 100 пацијената који имају ову процедуру);
- блокада цеви: 1%;
- озбиљна инфекција: 1%;
- оштећење суседних структура: ретко;
- васкуларна повреда која захтева уклањање захваћеног бубрега или емболизацију 1% – 3,6%;
- смрт услед крварења: мање од 0,2% (до 2 на сваких 1.000 пацијената који имају ову процедуру);
- алергијска реакција на инјекцију контраста – тешке реакције се јављају код мање од 1 на сваких 1.000 пацијената.
- плеурални излив , хидроторакс и пнеумоторакс, што може захтевати постављање дренажне цеви у грудни кош (< 13%).
- неуспешан приступ (< 5%): поновни покушај приступа након што се дилатација сабирног система повећа током неколико сати или дана.[1]